# Luby
Luby (tyska Schönbach) är en stad i regionen Karlovy Vary i västra Tjeckien. Luby hade 11 481 invånare år 2012.
Luby har fyra distrikt: Dolní Luby (Unterschönbach), Horní Luby (Oberschönbach), Luby (Schönbach) och Opatov (Absroth).